# José Parrondo
Pour les articles homonymes, voir Parrondo.
José Parrondo, né le 25 juin 1965 à Liège, est un auteur de bande dessinée, illustrateur, peintre et musicien belge. 

## Biographie
José Parrondo naît le 25 juin 1965 à Liège. Après des humanités classiques, il suit des études de photographie ce qui lui permet de rencontrer de nombreux artistes. Il ne met pas son diplôme en pratique. Il étudie la bande dessinée et la peinture en autodidacte. De 1990 à 1995, il expose en galeries à Liège, Bruxelles, Paris ou Valence. Il commence à publier dans des petits fanzines. 
Auteur prolifique, Parrondo publie principalement chez des éditeurs indépendants les albums suivants : L'Eau du duc (éd. Le Lézard, 1995) ; La Lune, la bouche d'égout et la flaque d'eau dans la collection « Patte de Mouche » des éditions L'Association en 1996. Deux ans plus tard, il publie Bolas Bug aux Éditions du Rouergue et ainsi qu'il commence la série Le Petit Parrondo illustré dont le premier volume sobrement intitulé Volume 1 publié chez le même éditeur et qui s'échelonne sur trois volumes (1998-2001), puis en 1999 il réalise trois ouvrages toujours chez le même éditeur Trop c'est trop et Mon œil !, il enchaîne avec Le Petit Monde 1999 et Monsieur Kit et Voisin Voisine en collaboration avec Anouk Ricard en 2000. Pour Parrondo Poche, il revient à L'Association la même année. Il entame une collaboration avec Lewis Trondheim qui se concrétise par Allez raconte une histoire publié dans la collection « Delcourt Jeunesse » aux éditions Delcourt en 2001 ainsi qu'une autre avec Jean-Luc Cornette et créent ensemble la même année Le Bison qui inventa le bisou (Rouergue). L'année 2002 voit la publication de L'Électricité aux éditions L'Ampoule. Pour le même éditeur, il crée l'année suivante Le Vol, notions de base tandis que Allez raconte plein d'histoires, le deuxième tome écrit avec Lewis Trondheim paraît à nouveau chez Delcourt. Nouvel éditeur pour C'est-comme-ça et-pas-autrement chez Bréal Jeunesse en 2004 et Olibrius est publié dans la collection « Côtelette » de L'Association la même année. Il s'attèle à la réalisation de Ni plus ni moins dans la collection « Inox » aux éditions Les Requins marteaux et choisit de publier Fernand aux éditions du Rouergue en 2005 ; Les Monstres ne savent pas lire l'heure dans la collection « Mimolette » (L'Association, 2006) ; Plic et Ploc dans la collection « Capsule cosmique » (éd. Milan, 2006) ; Fifi et les autres et Fifi fait la grimace (Belem, 2006) ; La Presqu'île dans la collection « Patte de Mouche » de L'Association (2007) ; Le Rendez-vous, (éd. MeMo, 2007) ; La Porte (L'Association, 2010) ; Parfois les ennuis mettent un chapeau, (L'Association, 2012) ; Où ? et Le Bon Docteur Poutingue, en collaboration avec Olivier Douzou (Rouergue, 2012) ; Apprendre à ronronner, texte de Coline Pierré (L'École des loisirs, 2013) ; Histoires à emporter (L'Association, 2014) ; Waf et Waf et Plouf plouf (Rouergue, 2014) ; Rien (L'Association, 2017) et La Main à cinq doigts (L'Association, 2019).
Il écrit également la musique de plusieurs dessins animés de Nicolas Mahler.
En 2006 sa série Allez raconte (scénarisée par Lewis Trondheim) est adaptée en dessin animé sous le titre éponyme pour la chaîne M6. Le long métrage Allez raconte ! est sorti en salles en 2010.
En 2021, son ouvrage I Am the Eggman (L'Association) reçoit le Prix de la Fédération Wallonie-Bruxelles en bande dessinée.
Parrondo vit et travaille à Liège. Il enseigne à l'École supérieure des arts Saint-Luc de Liège dans la section illustration.

## Œuvres

### Scénariste/illustrateur
- L'Eau du duc, éd. Le Lézard, 1995
- La Lune, la bouche d'égout et la flaque d'eau, L'Association, coll. « Patte de Mouche », 1996
- Bolas Bug[7], Éditions du Rouergue, 1998  (ISBN 284156116X)
- Kiquekoi ?[8], Rouergue, 1998  (ISBN 2-84156-092-9)
- Le Petit Parrondo illustré, Rouergue
  - Volume 1, 1998
  - Volume 2[9], 1999  (ISBN 2-84156-139-9)
  - Volume 3, 2001
- Trop c'est trop, Rouergue, 1999
- Mon œil[10] ! Rouergue, 1999  (ISBN 284156164X)
- Le Petit Monde 1999[11], Rouergue, 2000  (ISBN 2-84156-216-6)
- Monsieur Kit[12], Rouergue, 2000  (ISBN 2-84156-218-2)
- Voisin Voisine, Rouergue, en collaboration avec Anouk Ricard, 2000
- Parrondo Poche, L'Association, 2001  (ISBN 284414053X)
- Allez raconte une histoire, en collaboration avec Lewis Trondheim, Delcourt, 2003  (ISBN 2-84789-184-6)
  - Ancien titre : Papa raconte 2001  (ISBN 2840556928)
- Le Bison qui inventa le bisou, en collaboration avec Jean-Luc Cornette, Rouergue, 2001  (ISBN 284156312X).
- L'Électricité, L'Ampoule, 2002
- Allez raconte plein d'histoires, en collaboration avec Lewis Trondheim, Delcourt, 2003  (ISBN 2-84789-012-2).
- Le Vol, notions de base, L'Ampoule, 2003
- Olibrius, L'Association coll. « Côtelette », 2004  (ISBN 2844141617)
- C'est-comme-ça et-pas-autrement, Bréal Jeunesse, 2004  (ISBN 2350090000)
- Ni plus ni moins, Les Requins marteaux, coll. « Inox », 2005  (ISBN 2849610348)
- Fernand[13], Rouergue, 2005  (ISBN 2-84156-676-5)
- Les Monstres ne savent pas lire l'heure, L'Association, coll. « Mimolette », 2006  (ISBN 2844142060)
- Plic et Ploc, Milan, coll. « Capsule cosmique », 2006  (ISBN 274591636X)
- Fifi et les autres, Belem, 2006
- Fifi fait la grimace, Belem, 2006
- La Presqu'île, L'Association, coll. « Patte de Mouche », 2007  (ISBN 9782844142344)
- Le Rendez-vous, éd. MeMo, 2007
- La Porte, L'Association, coll. « Ciboulette », 2010  (ISBN 9782844143532)
- Parfois les ennuis mettent un chapeau, L'Association, 2012  (ISBN 9782844144379)
- Où ?, Rouergue, 2012   (ISBN 978-2812603433)
- Le Bon Docteur Poutingue, en collaboration avec Olivier Douzou, Rouergue, 2012  (ISBN 978-2-8126-0396-9)
- Apprendre à ronronner, texte de Coline Pierré, L'École des loisirs, 2013
- Histoires à emporter[14], L'Association, 2014  (ISBN 9782844145093)
- Waf et Waf, Rouergue, Arles, 2014  (ISBN 2812606347)
- Plouf plouf[3], Rouergue, coll. « Flippe-books », 2014  (ISBN 9782812606892)
- Rien, L'Association, 2017  (ISBN 9782844146335)
- La Main à cinq doigts, L'Association, 2019  (ISBN 9782844147271)
- Eggman
- 1. I am the eggman, L'Association, Paris, 5 février 2021
Scénario et dessin : José Parrondo - Couleurs : noir et blanc -  (ISBN 978-2-84414-810-0)
- 2. From eggman to eggman, L'Association, Paris, 9 septembre 2022
Scénario et dessin : José Parrondo - Couleurs : noir et blanc -  (ISBN 978-2-84414-925-1)

### Collectifs
- Piperón el tostado[15], Brain Produk, 1999
Scénario : collectif - Dessin : collectif dont José Parrondo,Sous titré Un album en hommage au catch et aux albums Panini. Format 21 × 21,5 cm, 32 p.. Co-produit par 9e monde et les éditions Pyramides. L'ouvrage ne contient pas les vignettes à coller qui s'achètent en librairie ou s'échangent entre amateurs. Elles sont réalisées par Joe Cafard, Eco, Fifi, Jampur Fraize, Jean Bourguignon et Croc’, Kaze, David Vandermeulen, Picpic et André, Stéphane Noël et José Parrondo[16],[17].
- 1001 Visions du sexe, Graph Zeppelin, 28 novembre 2014
Scénario : Patrice Bauduinet - Dessin : collectif dont José Parrondo - Couleurs : noir et blanc -  (ISBN 979-10-94169-01-8)
- La Galerie des Illustres, Dupuis, Bruxelles, 5 avril 2013
Scénario : collectif - Dessin : collectif dont José Parrondo - Couleurs : quadrichromie -  (ISBN 978-2-8001-5711-5)Entretiens menés par Jean-Pierre Fuéri.
- 1. Lapin Poche[18], L'Association, Paris, 18 novembre 2022
Scénario : collectif - Dessin : collectif dont José Parrondo - Couleurs : noir et blanc -  (ISBN 978-2-84414-924-4)

### Musique
- Chansons pour Bolas Bug, autoproduction
- Parrondo, Soundstation (distribution Distrisound), réf. SDS018 (2004)

### Expositions
- Éc ire et des iner, Centre culturel Les Chiroux, Liège, 2015-2016[19],[20].

## Prix et distinctions
- 2005-2006 : prix Scam Belgique (Société civile des auteurs multimédia, Belgique), catégorie Texte et image[21].

#### Livres
: document utilisé comme source pour la rédaction de cet article.
- Jacques Fiérain, « Parrondo, José », dans La BD dans les provinces de Liège, Namur et Luxembourg, Charleroi, Éd. l'Âge d'or, 2004, 112 p., ill. ; 31 cm (ISBN 9782960019698, OCLC 470388297, présentation en ligne), p. 79. .
- Pascale Eben et Karine Magis, Répertoire des auteurs et illustrateurs de livres pour l'enfance et la jeunesse en Wallonie et à Bruxelles, Bruxelles, Wallonie-Bruxelles International, 2014, 192 p., ill. ; 26 cm (ISBN 9782930758008 et 2930758007, OCLC 944278134, lire en ligne), p. 139. .

#### Périodiques
- Jean-Pierre Fuéri, « La Galerie des illustres », Spirou, Dupuis, no 3715,‎ 24 juin 2009.
- Erwin Dejasse, Philippe Capart et Frédéric Paques, « La bande dessinée à Liège : l’aurore des fanzineux », Art&Fact, Liège, no 31,‎ 2012, p. 51-61 (lire en ligne [PDF]).

#### Articles
- Françoise Bonivert, « José Parrondo : "I'm the Eggman" ou le minimalisme comme défi », Qu4tre Liège Média,‎ 5 avril 2021 (lire en ligne, consulté le 1er novembre 2024).